# 雪城 (西藏)

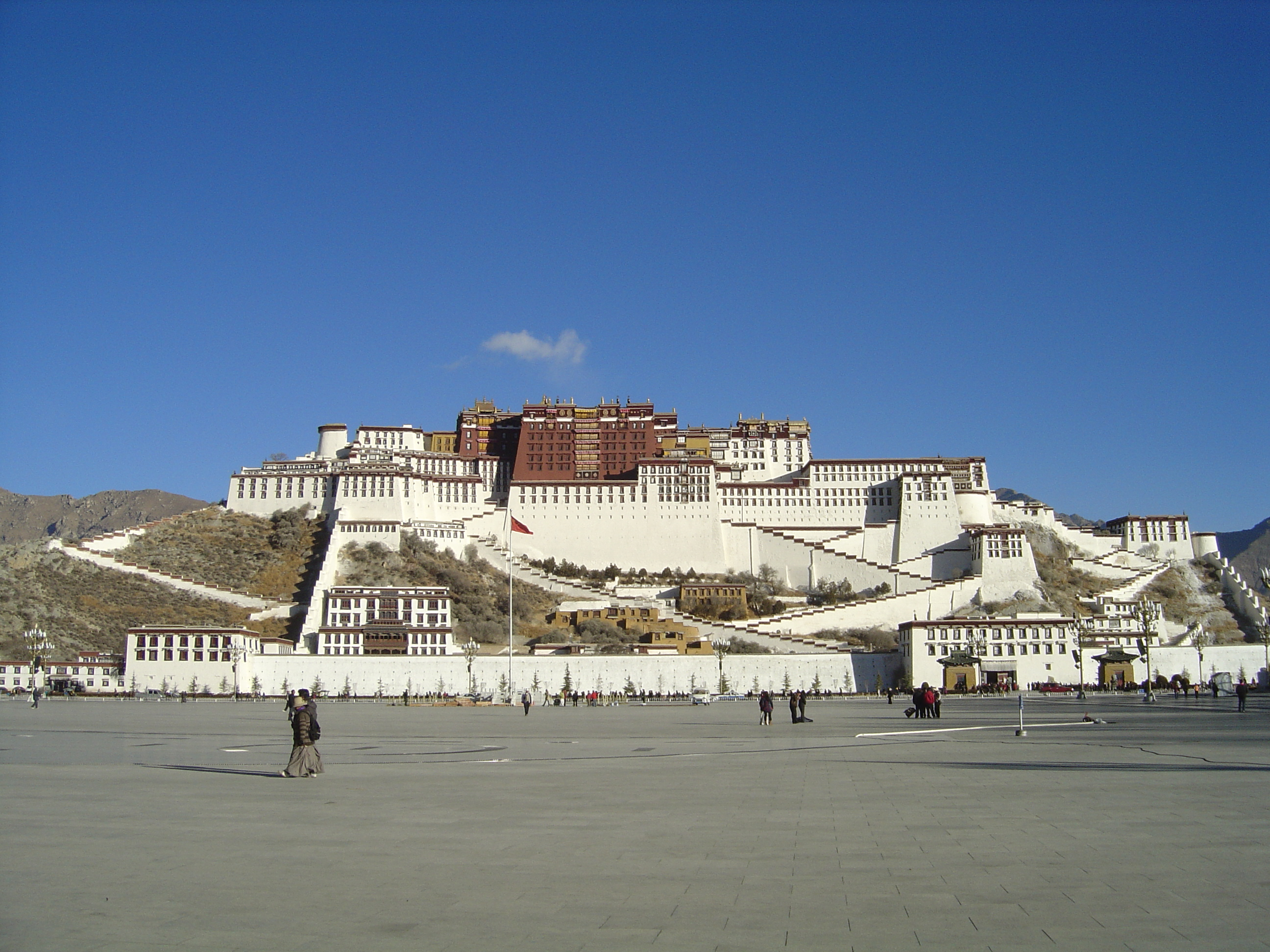
2008年的布達拉宮，下面是雪城，但雪城外部於1995年已被夷為平地。

雪城是西藏拉萨市布达拉宫山脚下正面所有建筑的总称，东西长317米，南北宽170米，面积五万平方米，现已改建成雪城博物馆。
在藏语中“雪”意为下方，专指山上城堡或宫殿正下方的村镇，这里特指布达拉宫下方的雪城。

## 历史

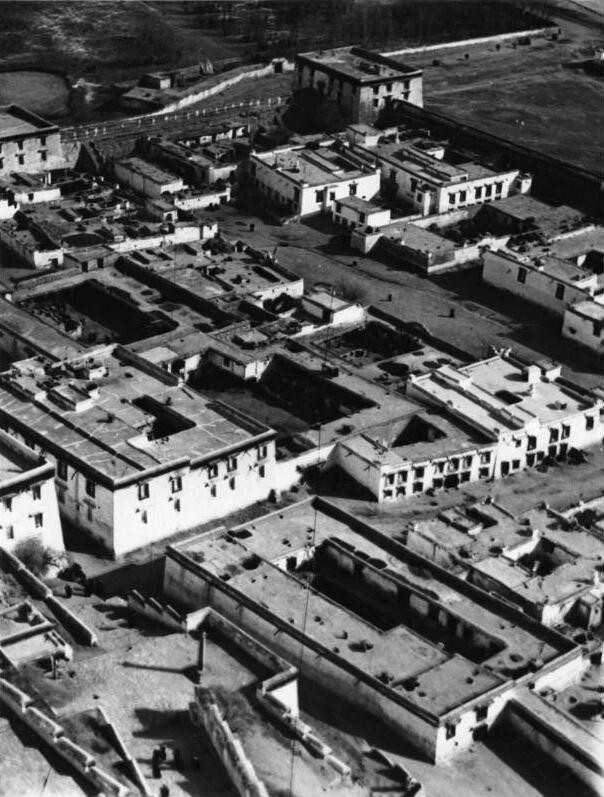
1939年從布達拉宮看到的雪城。

雪城几乎与布达拉宫属于同一时期建造，其作为政府职能机构所在地的地位直到中共占领西藏后才结束。
雪城博物馆於2007年5月31日開始正式开放，在此之前，雪城与布达拉宫一同处于文物保护状态。

## 功能
在雪城建成初期其职能只是负责管辖雪城内部及拉萨近郊的18个宗、谿卡（领主庄园），其后逐渐演变成噶厦政府部门所在地。

## 布局

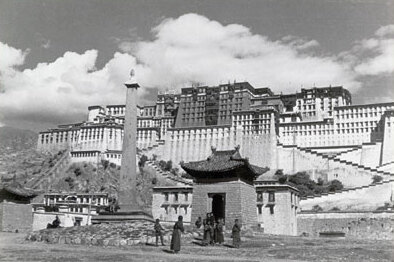
1936年的雪城。高聳的恩蘭·達札路恭紀功碑在圖左。

按照使用功能的不同，雪城主要可划分为办公区和生活区。
办公区又可分为贵族领主建筑的驻在机构，和噶厦政府部门，生活区主要是为布达拉宫服务的平民及部分贵族所住。
现存最早的吐蕃碑刻恩蘭·達札路恭紀功碑位於雪城內。該碑紀念吐蕃王朝赤松德贊贊普派重臣恩蘭·達札路恭、尚結息於唐代宗廣德元年（763年）率軍攻陷唐朝首都長安。

### 雪巴列空

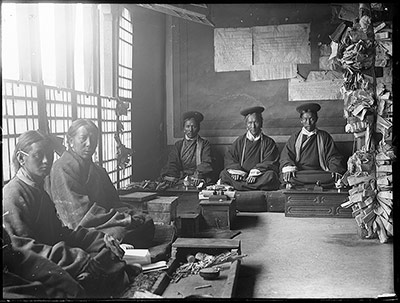
雪列空的法庭。圖中三人是雪巴（行政官），圖左二人是職員，牆上與柱子上是法庭紀錄。

雪巴列空为雪城的核心机构，“列空”在藏语中为管理之意，雪巴列空即负责雪城管理的地方，其职能还负责拉萨及近郊的宗、谿，其职能具体有司法和税收，还负责辖区内的日常行政管理。
该机构最初名称并非雪巴列空，而是叫雪聂列空，建于藏历十一绕迥木兔年（1675年），由第司·罗桑金巴所创建。最初职能也只是负责雪城内务的治安及保卫布达拉宫，后期权力逐渐扩充，而成为雪城的核心机构。
雪巴列空的行政官员称为“雪尼”，由2民五品僧、俗官及一位列赞巴级世俗官负责。
雪巴的底层及二层为仓库负责存储附近所征收的粮食。

### 宝藏局造币厂
宝藏局创建于清乾隆时期，由时驻藏大臣督建，創建後成为清代西藏地区货币发行最高机构，其名称依照清廷所颁行的“中央集权，分省铸币”原则，命名为宝藏局，所铸造章卡形制为：正面“乾隆宝藏”多为银质，原型无方眼。

### 东印经院
五世达赖喇嘛重建布达拉宫時建造东印经院，1690年完工，建筑面积760平方公尺，在兩百年中是拉薩主要的印刷廠。

### 西印经院
十三世达赖喇嘛时期，在雪城新建了西印经院，大藏经《甘珠尔》和《丹珠尔》三大版本之一的“拉萨版”就出自西印经院。1959年以前，《大藏经·甘珠尔》经版存放與此。
堪苏宅
龙夏宅
羌仓
雪监狱

## 外部連結
- 雪城介绍